# Mesa de juego

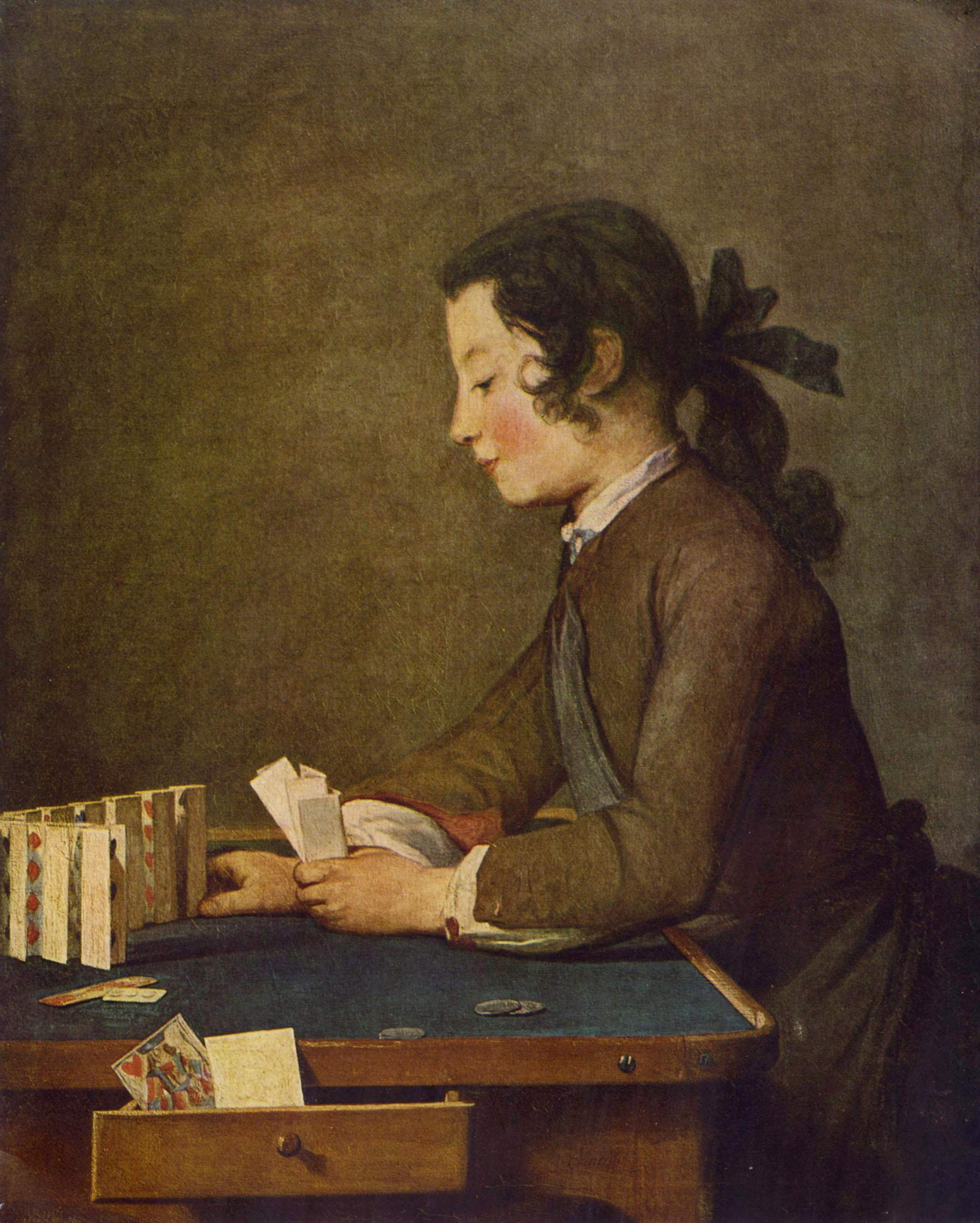
Jugando a las cartas sobre una mesa de juego

Una mesa de juego es un tipo de mueble diseñado para desarrollar juegos de mesa sobre él. 
Por lo general, la diferencia entre las mesas de juego y las mesas tradicionales radica en que su tablero ha sido diseñado para entablar algunos juegos de mesa específicos o juegos de mesa en general. Entre las mesas de juego más comunes se encuentran las que tienen dibujado o taraceado un tablero cuadrado de 8 x 8 casillas para jugar al ajedrez o las damas o el clásico tablero de triángulos rojos y negros del juego del backgammon.
Algunas mesas simplemente se diferencian del resto por tener un tapete cubriendo el tablero superior con el fin de desarrollar juegos de cartas sobre el mismo o cualquier otra actividad lúdica que se pueda realizar sobre una mesa. Las mesas de juego suelen contar con cajones en uno o varios de sus lados en los que se guardan las fichas, los dados, las barajas o los tableros necesarios para el completo desarrollo del juego. Una vez terminada la actividad, se guardan en los mismos para tenerlos accesibles para la siguiente ocasión. 
Además, las mesas de juego suelen tener un doble fondo y un mecanismo de tapas de madera. Gracias a esto, se pueden desplegar los juegos en el doble fondo y poner las tapas cuando se quiera, pudiendo utilizar así la mesa tanto para jugar como para comer. Como el juego puede que se realice de forma esporádica o distontinua, muchas mesas de juego tienen una o varias piezas plegables. Su objeto es bien que puedan ser recogidas para ocupar el menor espacio posible, en cuyo caso son las patas las que se pliegan, bien dar una utilidad decorativa o funcional al tablero en cuyo caso es éste el que se pliega o recoge sobre sí mismo por medio de bisagras.
Algunas mesas también incluyen raíles para poder apoyar las cartas, una lámina de metacrilato para proteger mapas y luces led para dar una mejor iluminación a las partidas. 